# Morikazu Toda
Morikazu Toda (戸田 盛和), né le 20 octobre 1917 à Tokyo où il est mort le 6 octobre 2010, est un physicien japonais, renommé pour sa découverte du « réseau de Toda ». Ses travaux principaux ont porté sur la mécanique statistique et la physique de la matière condensée.

## Carrière
Après avoir obtenu son diplôme au département de physique de l'université de Tokyo, Toda devient professeur associé d'abord à l'université Keijo, puis à l'université de Tsukuba. En 1952, il est promu professeur et occupe ensuite des postes à l'université de Chiba, à l'université nationale de Yokohama et à l'université de l'Air (en). Il est professeur invité à l'université de São Paulo et l'université norvégienne de sciences et de technologie. Il est enfin professeur émérite de l'université d'éducation de Tokyo.

## Réseau de Toda
Toda est connu pour le réseau de Toda, un modèle de mécanique statistique exactement soluble (avec interaction exponentielle décroissante des voisins du réseau), qu'il a étudié à partir de 1967,,
,,   et a trouvé des solutions en solitons (comme déjà dans les années 1950 Enrico Fermi, Pasta, Stanislaw Ulam dans un autre réseau lors de l'expérience de Fermi-Pasta-Ulam-Tsingou qui a servi d'inspiration à Toda).

## Distinctions
En 1947, Toda reçoit le prix Mainichi de la culture pour ses contributions à la théorie des liquides et en 1981 le prix Fujihara pour la découverte du réseau de Toda. Il était membre de la Société royale des lettres et des sciences de Norvège.

## Ouvrages en anglais
- Morikazu Toda et Miki Wadati, Selected papers of Morikazu Toda, World Scientific, coll. « Series in pure mathematics », 1993 (ISBN 978-981-02-1469-2)

- Morikazu Toda, Ryōgo Kubo, N. Saitō et N. Hashitsume, Statistical physics I : Equilibrium Statistical Mechanics, Springer-Verlag, coll. « Springer series in solid-state sciences », 1991 (ISBN 978-3-540-53662-8)

- Morikazu Toda, Ryōgo Kubo, N. Saitō et N. Hashitsume, Statistical physics II: Nonequilibrium Statistical Mechanics, Springer-Verlag, coll. « Springer series in solid-state sciences », 1991 (ISBN 3-540-53833-X)

- Morikazu Toda, Theory of Nonlinear Lattices, Springer Berlin Heidelberg, coll. « Springer Series in Solid-State Sciences » (no 20), 1989 (ISBN 978-3-540-18327-3)

- Morikazu Toda, Nonlinear Waves and Solitons, KTK Scientific Publishers ; Kluwer Academic Publishers, coll. « Mathematics and its applications. Japanese series », 1989 (ISBN 978-0-7923-0442-5)